# Śląska szkoła poetycka
Śląska szkoła poetycka (niem. Schlesische Dichterschule) – to pochodzące z XIX wieku określenie literacko-historyczne dotyczące grupy śląskich poetów okresu baroku.
Do pierwszej szkoły śląskiej (niem. Erste schlesische Schule) zalicza się autorów będących stylistycznymi następcami Martina Opitza.
Jako autorów należących do drugiej szkoły śląskiej (niem. Zweite Schlesische Schule) wymienia się Daniela Caspera von Lohensteina i Christiana Hoffmanna von Hoffmannswaldau oraz epigonów takich jak Hans Aßmann Freiherr von Abschatz, Gottfried Benjamin Hancke i Benjamin Neukirch.
Andreas Gryphius i Friedrich von Logau nie są zaliczani do tej grupy.

## Literatura
- Ruth Schildhauer-Ott: Der schlesische Dichterkreis des Barock und seine Bedeutung für das evangelische Kirchenlied. Shaker, Aachen 2004, ISBN 3-8322-3385-7.